# Johann Balthasar Bernhold

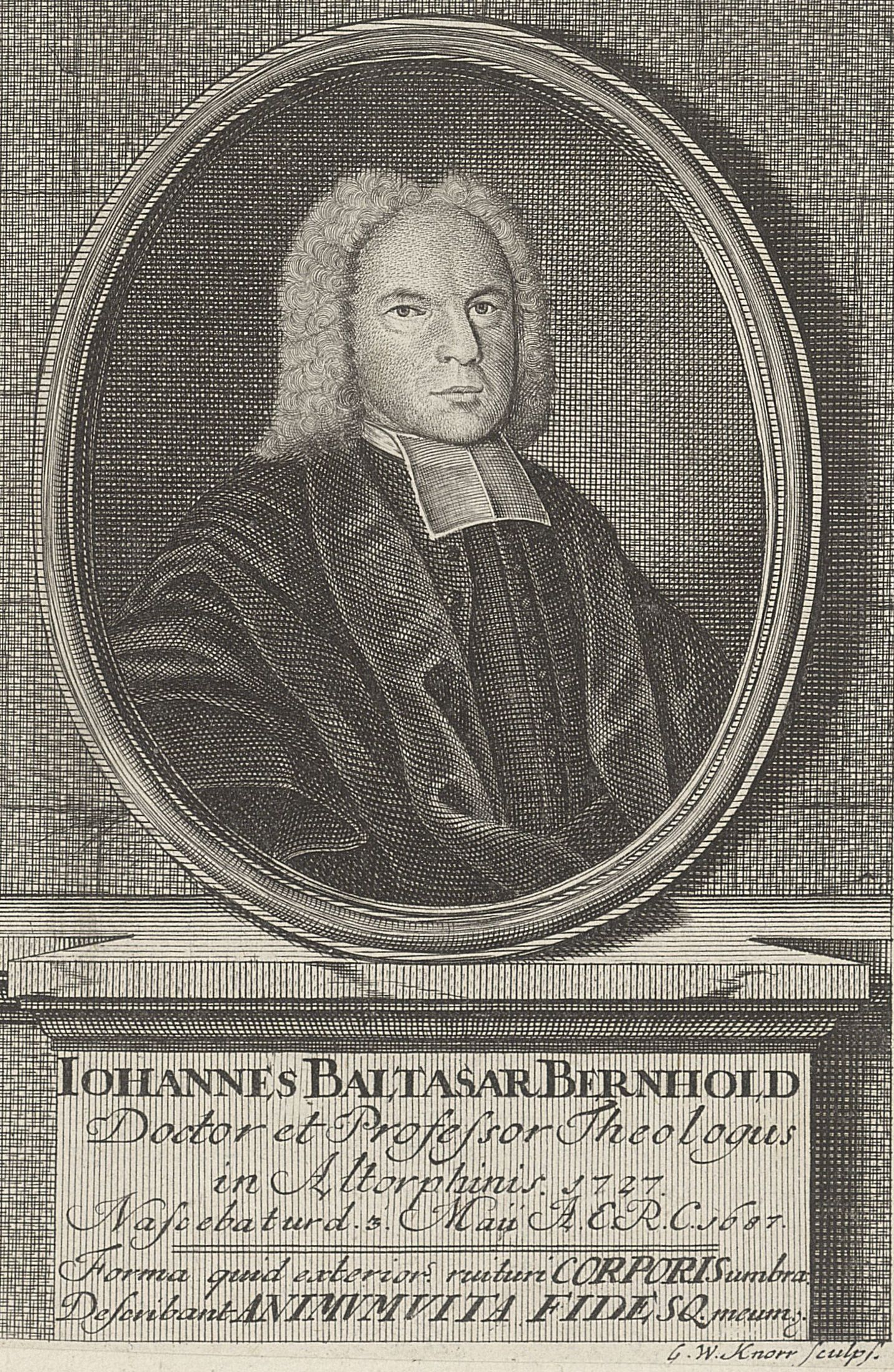
Johann Balthasar Bernhard, Kupferstich von Georg Wolfgang Knorr

Johann Balthasar Bernhold (* 3. Mai 1687 in Burgsalach; † 15. Februar 1769 in Altdorf) war ein deutscher evangelischer Geistlicher und Hochschullehrer.

## Leben

### Familie
Johann Balthasar Bernhold entstammte einer Familie von Geistlichen, von denen fünf seiner Vorfahren das fünfzigjährige Ordinationsjubiläum feiern konnten. Er war der Sohn von Pfarrer Johann Christian Bernhold (1648–1724) und dessen Ehefrau Philippina Susanna (geb. Küffner).
Johann Jakob Bernhold war seit dem 1. September 1714 mit Charlotte Juliana (von Olnhausen) († 9. Juni 1759 in Altdorf) verheiratet; gemeinsam hatten sie zehn Kinder, von denen bei seinem Jubiläum noch fünf lebten, von diesen sind namentlich bekannt:
- Johann Gottfried Bernhold (* 17. Juni 1720 in Pfedelbach; † 21. Januar 1766), verheiratet mit Eleonore Regine (geb. Deinlein), Professor für Geschichte an der Universität Altdorf und 1764 Rektor der Universität;
- Theodor Heinrich Wilhelm Bernhold, Löwensteinischer Regierungsassessor, verheiratet seit 1756 mit Katharina Maria Neubauer und dadurch mit dem Altdorfer Professor und Pfalzgrafen Georg Andreas Will, der seit 1752 mit ihrer älteren Schwester verheiratet war, verschwägert;
- Christine Friederike Bernhold, verheiratet mit Johann Justus Herwig, Pfarrer in Mainhardt;
- Johann Christoph Bernhold;
- Sophia Christiana Bernhold († November 1760), verheiratet mit Johann Gottlieb Bauer († 23. August 1760), Pfarrer in Trummersdorf;
- Friedrich Ludwig Bernhold.

### Ausbildung
Er bekam den ersten Unterricht von seinem Vater zu Hause, bis er an die Lateinische Schule (heute: Gymnasium Carolinum) nach Ansbach kam. Vor seinem Philologie-, Philosophie- und Theologiestudium an der Universität Altdorf, das er 1704 begann, erhielt er noch Unterricht bei einem Pfarrer in Sindolsheim im Odenwald. Bereits 1705 disputierte er unter Georg Paul Rötenbeck und Johann Michael Lang (1664–1731) zweimal und wurde 1707 vom Professor und Pfalzgrafen Magnus Daniel Omeis zum kaiserlich gekrönten Dichter erhoben.

### Werdegang
Nach Beendigung des Studiums ging er als Anagnostes (Vorleser) zum Dechanten Theodor Kirchmayer (1645–1715) nach Weimersheim.
1708 bestand er in Ansbach das Examen als Kandidat des Predigeramtes und immatrikulierte sich darauf am 4. Mai 1708 an der Universität Wittenberg und promovierte dort zum Magister.
1713 begleitete er Johannes Albrecht Knebel († 1714) aus Pfedelbach zu dessen Theologiestudium an die Universität Jena; nachdem dieser jedoch bereits 1714 starb, erhielt Bernhold vom Grafen Ludwig Gottfried zu Hohenlohe-Pfedelbach (1668–1728) die Stelle des Diakons, worauf er 1718 Pfarrer und Konsistorialrat sowie 1721 Hofprediger wurde.
1725 wurde er an die Universität Altdorf berufen und promovierte im gleichen Jahr zum Dr. theol. 1729 erhielt er nach dem Tod von Johann Wilhelm Beyer (1675–1729) die zweite Professorenstelle in der Theologischen Fakultät; im gleichen Jahr wurde er Archidiakon an der Kirche. 1730 wurde er als Nachfolger von Gustav Georg Zeltner, der als Pfarrer nach Poppenreuth gegangen war, erster Professor der Theologischen Fakultät und erhielt das Amt des Antistes der Stadtkirchen Altdorfs.
1732 erfolgte seine Ernennung zum Professor der Griechischen Sprache, nachdem der bisherige Professor Johann Heinrich Schulze an die Universität Halle gegangen war.
Am 20. April 1764 beging er sein fünfzigjähriges Priesterjubiläum; an der Universität Altdorf war es das zweite Fest dieser Art in diesem Jahr, weil Johann Jakob Jantke (1687–1768), Professor der Medizin, ebenfalls als Jubilar gefeiert wurde.
Er war in 15 Perioden im Amt des Dekans der Theologischen Fakultät aus und dreimal Rektor der Universität.
Zu seinen Studenten gehörten unter anderem:
- Johann Ludwig Spörl
- Johann Augustin Dietelmair
- Johann Siegmund Mörl
- Erhard Andreas Frommann
- Georg Christoph Schwarz
- Johann Ulrich Tresenreuter
- Georg Theodor Strobel

### Schriftstellerisches Wirken
Johann Balthasar Bernhold veröffentlichte überwiegend Dissertationen, Leichenpredigten, Programme und Vorreden zu den Schriften anderer.

## Schriften (Auswahl)
- Super minaci Bibliorum clausula. Altdorfii: Meyerus, 1725.
- Theou didontos super combinato in Ecclesia pastorum et doctorum ordine Ephes. Altdorf, 1725.
- Hypomnemata de T. Fl. Clemente, vtrivsq. in ecclesia cathedrae ornamento programmatis loco orationi avspicali. Altdorfium: Kohlesius, 1725.
- Palaikōmēn hellēnizusan, h. e. doctores Altorphinae publicos tois philellēsi comilitonibus ad imitandum proponit. Altdorfium, 1732.
- Canones apostolici, additis scholiis, domesticis disputationibus et recitationibus publicis repetiti: Unacum programmate. Altdorfium, 1733.
- Compendium theologiae polemicae: Praemisso Prologo de polemica theologia. Altdorfii, 1734.
- Johann Balthasar Bernholdi De summa evangelii symbolo apostolico: comprehensa dissertatio. Altdorfii, 1740.
- Kurzgefaßte Tugend-Lehre. Anspach Posch 1750.
- Ad orationem solemnem de Carolo M. naevis maioribus purgando auspicandi caussa habendam invitat, de summa maiestate Caroli M. Romae agnita, in adorante Leone III. P. M. maxime conspicua nonnihil praefatus Io. Gothofr. Bernholdus. Altdorfii 1753.